# Rupert Gregson-Williams
Rupert Gregson-Williams (Chichester, 12 oktober 1966) is een Brits componist van filmmuziek.
Gregson-Williams is opgeleid aan St John's College, Cambridge choir school en College Lancing. Hij is de jongere broer van componist Harry Gregson-Williams en lid van het team componisten van Remote Control Productions van componist en producent Hans Zimmer. De muziek die hij componeerde voor de film Click was de eerste filmproductie van een langdurige samenwerking met acteur en filmproducent Adam Sandler. Ook schreef hij composities voor films als Over the Hedge, The Legend of Tarzan, Hacksaw Ridge, Wonder Woman en Aquaman. Voor televisie componeerde hij onder andere muziek voor de HBO komische serie Veep en de Netflix dramaserie The Crown. Met de laatstgenoemde compositie won hij in 2017 een World Soundtrack Award in de categorie "Television Composer of the Year".

## Filmografie
| Jaar | Titel                               | Opmerkingen           |
| ---- | ----------------------------------- | --------------------- |
| 1998 | Urban Ghost Story                   |                       |
| 1999 | Virtual Sexuality                   |                       |
| 2002 | Thunderpants                        |                       |
| 2002 | Plots with a View                   |                       |
| 2003 | What a Girl Wants                   |                       |
| 2003 | Crime Spree                         |                       |
| 2003 | The Night We Called It a Day        |                       |
| 2004 | Hotel Rwanda                        |                       |
| 2005 | Love + Hate                         |                       |
| 2006 | Over the Hedge                      |                       |
| 2006 | Click                               |                       |
| 2007 | I Now Pronounce You Chuck and Larry |                       |
| 2007 | Bee Movie                           |                       |
| 2008 | Made of Honor                       |                       |
| 2008 | You Don't Mess with the Zohan       |                       |
| 2008 | Bedtime Stories                     |                       |
| 2009 | The Maiden Heist                    |                       |
| 2010 | Grown Ups                           |                       |
| 2011 | Just Go with It                     |                       |
| 2011 | Zookeeper                           |                       |
| 2011 | Jack and Jill                       |                       |
| 2012 | That's My Boy                       |                       |
| 2012 | Here Comes the Boom                 |                       |
| 2013 | Grown Ups 2                         |                       |
| 2014 | Winter's Tale                       | met Hans Zimmer       |
| 2014 | Blended                             |                       |
| 2014 | Postman Pat: The Movie              |                       |
| 2015 | Paul Blart: Mall Cop 2              |                       |
| 2015 | The Ridiculous 6                    | met Elmo Weber        |
| 2015 | Open Season: Scared Silly           | met Dominic Lewis     |
| 2016 | The Do-Over                         |                       |
| 2016 | The Legend of Tarzan                |                       |
| 2016 | Hacksaw Ridge                       |                       |
| 2017 | Sandy Wexler                        |                       |
| 2017 | Wonder Woman                        |                       |
| 2018 | The Week Of                         |                       |
| 2018 | Terminal                            | met Anthony Clarke    |
| 2018 | Aquaman                             |                       |
| 2019 | Murder Mystery                      |                       |
| 2019 | Abominable                          |                       |
| 2020 | The Eight Hundred                   | met Andrew Kawczynski |
| 2020 | Hubie Halloween                     |                       |
| 2021 | Fatherhood                          |                       |
| 2021 | Back to the Outback                 |                       |
| 2022 | Home Team                           |                       |

## Overige producties

### Computerspellen
| Jaar | Titel                        | Opmerkingen |
| ---- | ---------------------------- | ----------- |
| 2005 | Battlefield 2: Modern Combat |             |

### Televisiefilms
| Jaar | Titel                                  | Opmerkingen |
| ---- | -------------------------------------- | ----------- |
| 1999 | Shockers: Dance                        |             |
| 2000 | Happy Birthday Shakespeare             |             |
| 2000 | Take a Girl Like You                   |             |
| 2001 | Princess of Thieves                    |             |
| 2001 | Hawk                                   |             |
| 2001 | Jack and the Beanstalk: The Real Story |             |
| 2001 | My Beautiful Son                       |             |
| 2003 | Second Nature                          |             |
| 2005 | Walk Away and I Stumble                |             |
| 2006 | Born Equal                             |             |

### Televisieseries
| Jaar | Titel                         | Opmerkingen                               |
| ---- | ----------------------------- | ----------------------------------------- |
| 1999 | Extremely Dangerous           | miniserie                                 |
| 2000 | At Home with the Braithwaites |                                           |
| 2000 | Take a Girl Like You          | miniserie                                 |
| 2004 | William and Mary              |                                           |
| 2004 | Long Way Round                | miniserie                                 |
| 2005 | The Last Detective            | 2005-2007                                 |
| 2009 | Prisoner                      | miniserie                                 |
| 2012 | Veep                          | 2012-2015                                 |
| 2014 | Agatha Raisin                 | 2014-2016                                 |
| 2016 | The Crown                     | 2016-2017, met Hans Zimmer en Lorne Balfe |
| 2018 | The Alienist                  |                                           |
| 2019 | Catch-22                      | met Harry Gregson-Williams                |
| 2019 | Catherine the Great           | miniserie                                 |
| 2021 | Behind Her Eyes               |                                           |
| 2021 | The Prince                    |                                           |
| 2022 | The Gilded Age                | met Harry Gregson-Williams                |

### Korte films
| Jaar | Titel            | Opmerkingen |
| ---- | ---------------- | ----------- |
| 2001 | Lego Jack Stone  |             |
| 2010 | Hayat min sakhar |             |

### Additionele muziek
| Jaar | Titel                        | Opmerkingen           |
| ---- | ---------------------------- | --------------------- |
| 1998 | The Prince of Egypt          | voor Hans Zimmer      |
| 1999 | Muppets from Space           | voor Jamshied Sharifi |
| 2004 | King Arthur                  | voor Hans Zimmer      |
| 2005 | The Curse of the Were-Rabbit | voor Julian Nott      |
| 2013 | The Lone Ranger              | voor Hans Zimmer      |

### Dirigent
| Jaar | Titel                               | Opmerkingen                     |
| ---- | ----------------------------------- | ------------------------------- |
| 1998 | The Prince of Egypt                 | voor Hans Zimmer                |
| 1999 | Muppets From Space                  | voor Jamshied Sharifi           |
| 2000 | The Road to El Dorado               | voor Hans Zimmer en John Powell |
| 2006 | Over the Hedge                      |                                 |
| 2006 | The Holiday                         | voor Hans Zimmer                |
| 2007 | I Now Pronounce You Chuck and Larry |                                 |
| 2007 | Bee Movie                           |                                 |
| 2015 | The Ridiculous 6                    |                                 |

### Koordirigent
| Jaar | Titel    | Opmerkingen                                |
| ---- | -------- | ------------------------------------------ |
| 1998 | Antz     | voor Harry Gregson-Williams en John Powell |
| 2001 | Hannibal | voor Hans Zimmer                           |

## Prijzen en nominaties

### Emmy Awards
| Jaar | Titel                                  | Categorie                                                                                            | Uitslag     |
| ---- | -------------------------------------- | --- | ----------- |
| 2002 | Jack and the Beanstalk: The Real Story | Beste compositie voor een miniserie, film of special (dramatische achtergrondmuziek), voor "Part II" | Genomineerd |
| 2017 | The Crown                              | Beste compositie voor een televisieserie (originele dramatische muziek) afl. "Hyde Park Corner"      | Genomineerd |